# Ekitis
Els ekitis són un poble de Nigèria, un subgrup dels iorubes. Es dediquen a l'agricultura i solen ser més intel·ligents que els seus veïns. Els ekitis són ben coneguts per la seva qualitat i diversitat de les arts tradicionals, la música, la poesia i refranys enginyosos. Viuen predominantment a l'estat d'Ekiti a Nigèria occidental. La població ekiti es calcula en dos milions i mig de persones (al cens del 2006 apareixen com ekitis 2.384.212 persones) 